# Автозак

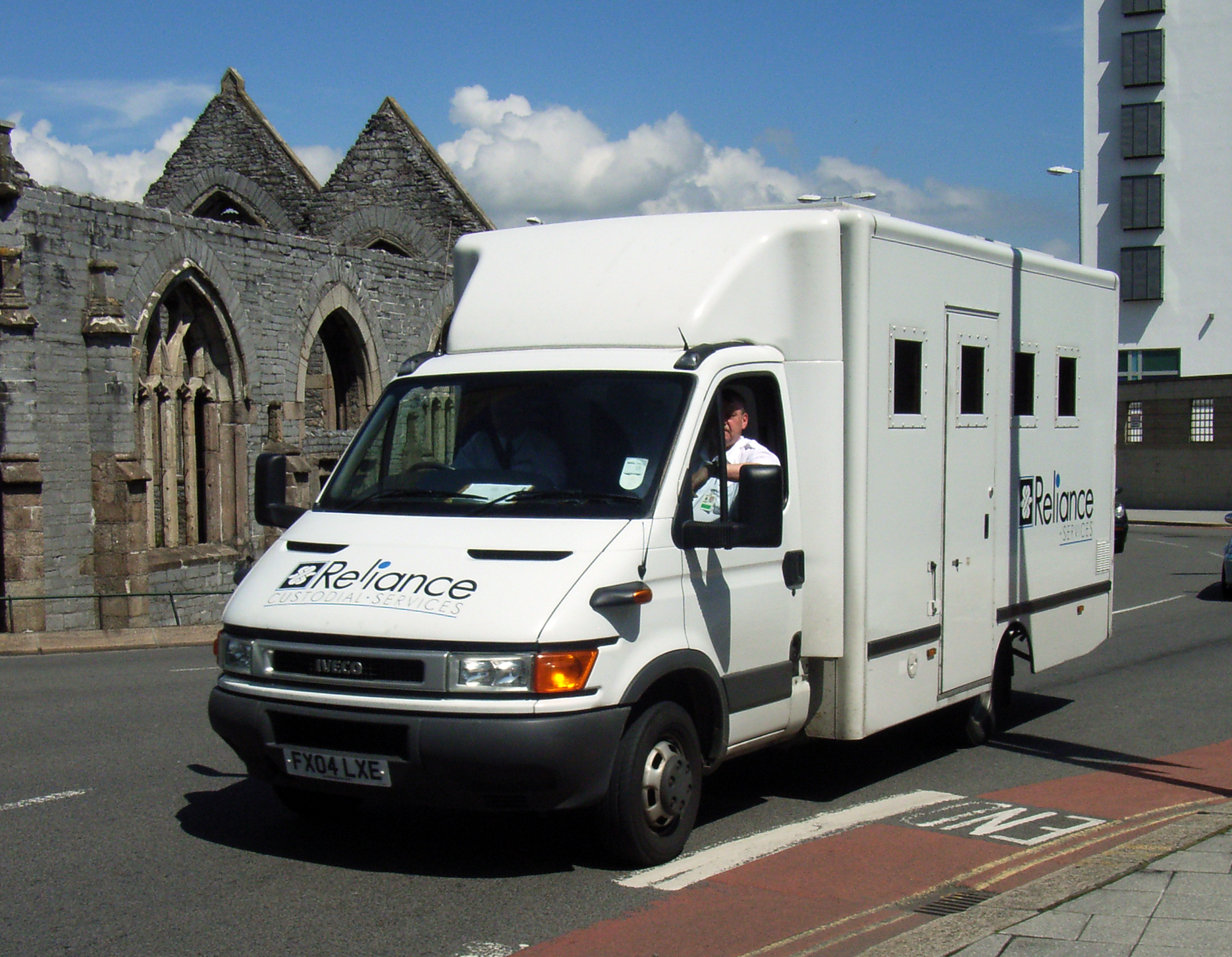
Автозак у Великій Британії

Автозак — автомобіль для перевезення підозрюваних і обвинувачених.

Спеціальний автомобіль на базі вантажного автомобіля, автобуса або мікроавтобуса, обладнаний для перевезення підозрюваних і обвинувачуваних (спецконтингенту) в умовах, що виключають порушення встановленого режиму утримання, в тому числі вчинення втечі.

В СРСР до початку 50-х рр. криту машину, що її використовували для перевезення арештованих у супроводі конвою, називали «воронком».
Походить від поєднання двох слів: "авто" у значенні транспортного засобу та ЗК (широко використовуваного скорочення з російської мови, яке позначає "заключённого" (також "ЗеКа", "ЗеК"), тобто арештовану особу - особу, яка тримається під вартою). В українській нормативній термінології використовуються терміни "спеціальний автомобіль" чи "спеціальний автотранспорт"